# Plateau de Sainte-Maure
Pour les articles homonymes, voir Sainte-Maure.
Le Plateau de Sainte-Maure  est une région naturelle de France située au centre du département d'Indre-et-Loire et dans la région Centre-Val de Loire.

## Géographie

### Situation
Cette région naturelle est située au sud du département d'Indre-et-Loire.  C’est la ville de Sainte-Maure-de-Touraine qui lui a donné son nom. Elle est entourée par les régions naturelles suivantes :
- Au nord par le Val de Loire tourangeau
- A l’est par la Gâtine de Loches
- Au sud par la Boutonnière de Ligueil
- A l’ouest par le Richelais

### Topographie

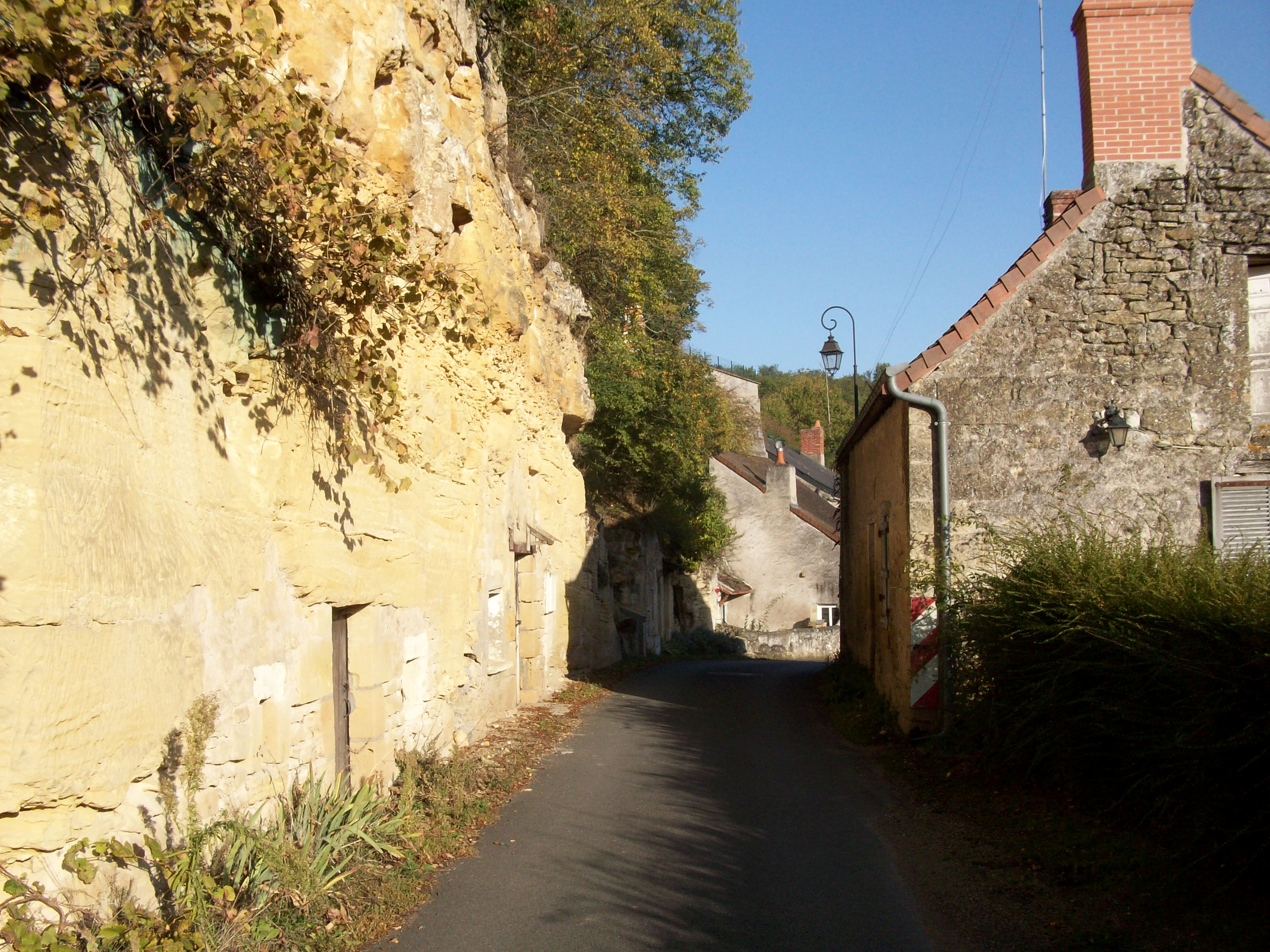
Route des Côteaux à Sepmes, bordée d'habitations troglodytiques surplombées par le Plateau, Vallée de la Manse

Ce grand plateau crayeux et recouvert d'argile est délimité par les vallées de l'Indre, de la Creuse et de la Vienne. Il présente une certaine complexité, étant largement entaillé par des vallées secondaires comme la vallée de la Manse.

### Géologie

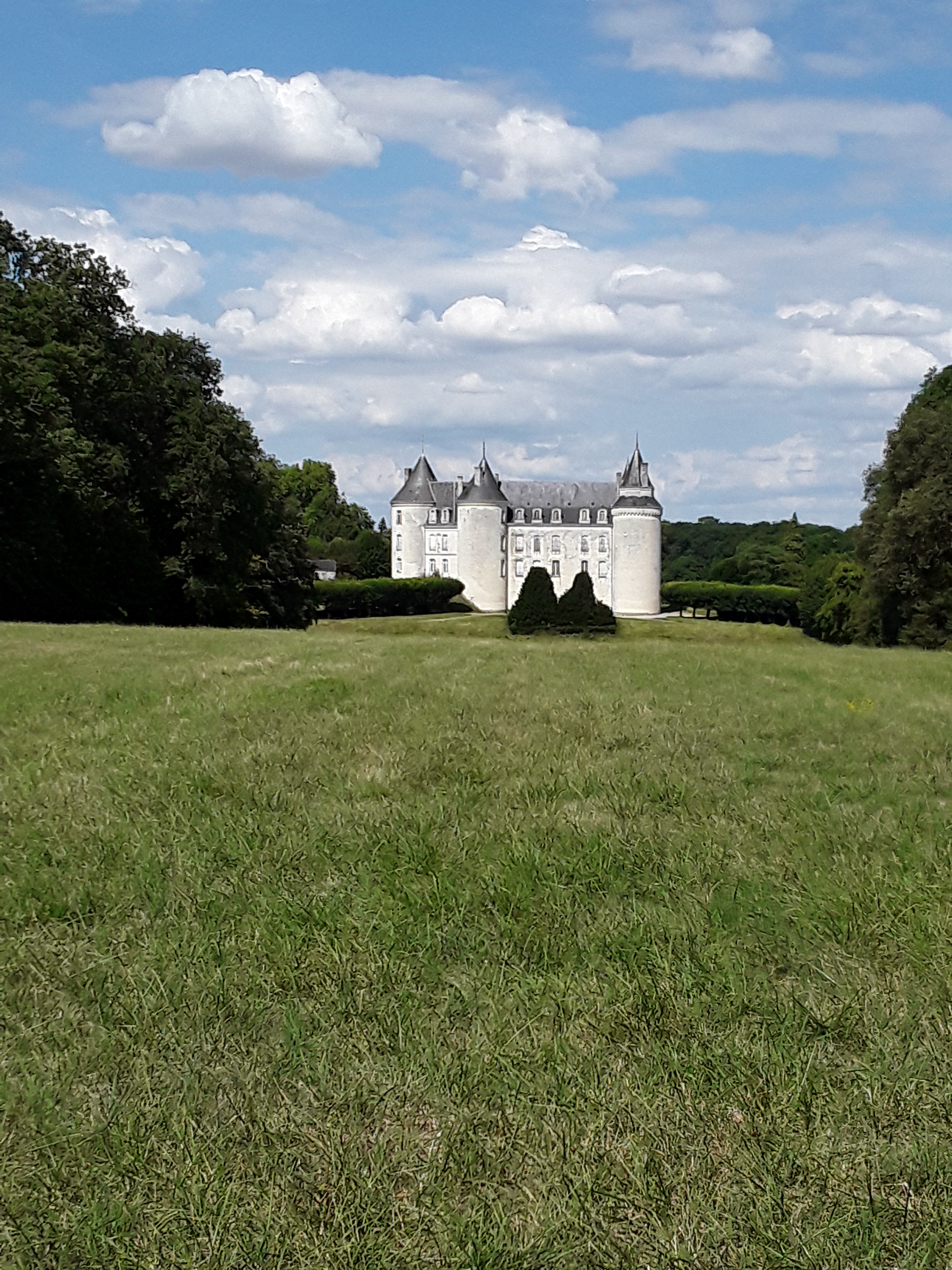
Paysage du Plateau de Bossée, au cœur du Plateau de Sainte-Maure, avec le château de Grillemont (La Chapelle-Blanche-Saint-Martin)